# 香港專業教育學院（李惠利）

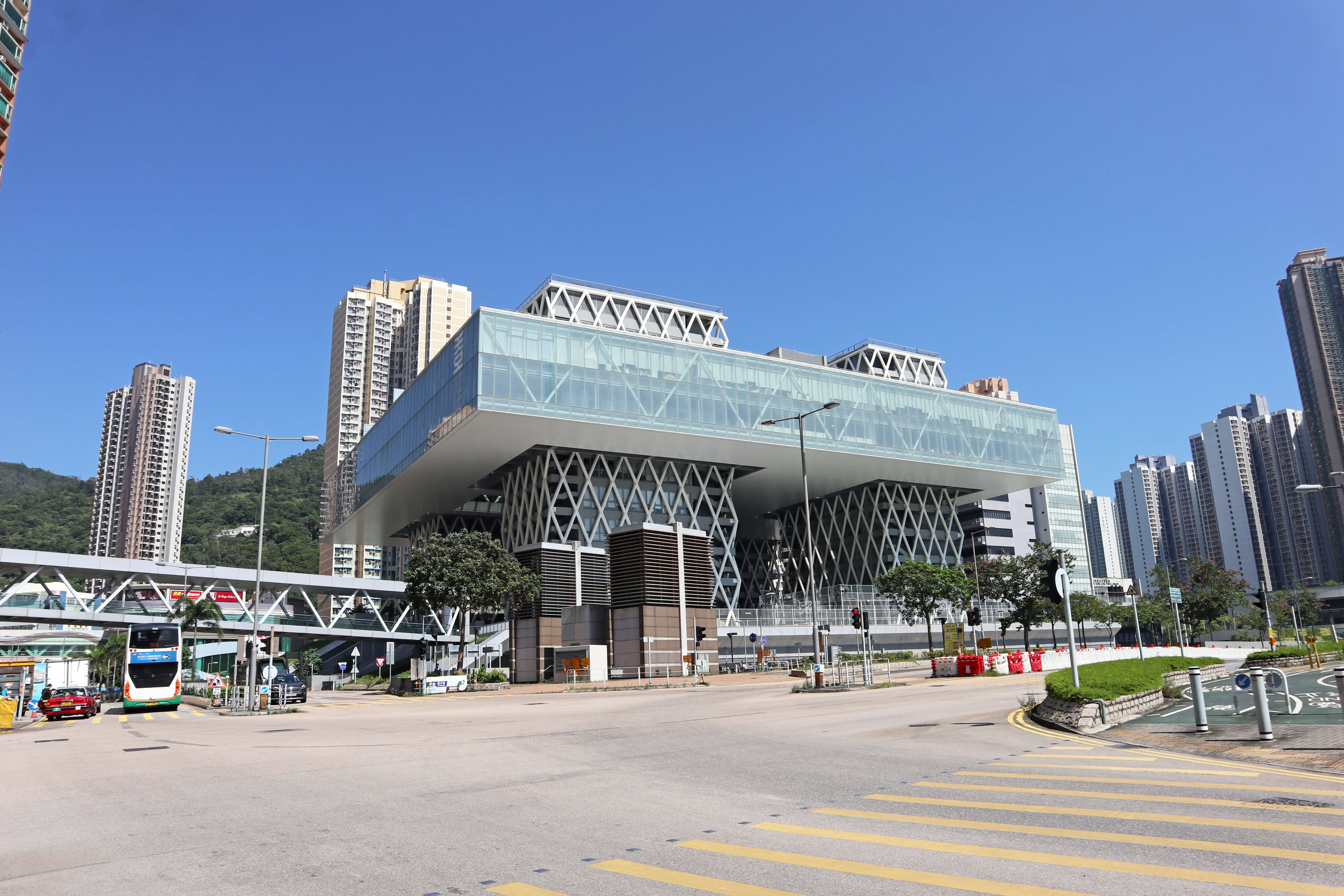
香港知專設計學院與香港專業教育學院（李惠利）的外貌

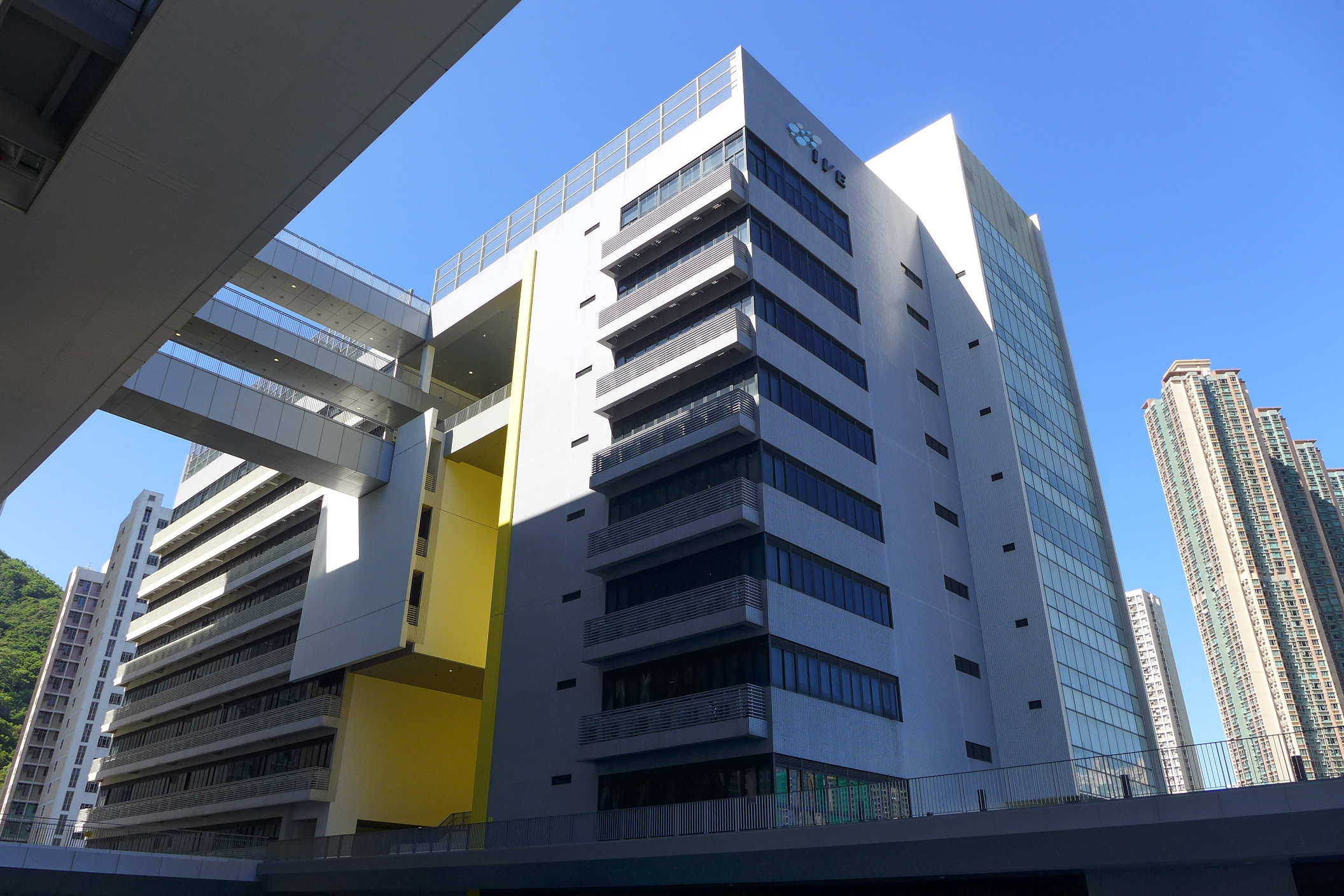
香港專業教育學院（李惠利）調景嶺校舍近觀

香港專業教育學院（李惠利）（英語：Hong Kong  Institute of Vocational Education (Lee Wai Lee)，簡稱：IVE（LWL））是香港專業教育學院分校之一，位於香港新界調景嶺景嶺路3號。

## 歷史
香港專業教育學院（李惠利）前身為李惠利工業學院（Lee Wai Lee Technical Institute），成立於1979年，原址位於九龍塘聯福道30號（曾改作香港高等教育科技學院九龍塘分校所在地，現為香港浸會大學宿舍大樓和東華三院包玉星學校），由香港工業家李惠利捐助興建。建築工程分為兩階段進行，第一階段是建造行政大樓及位於教學大樓的課室，總建築費用達1500萬；第二階段則包括工場、實驗室、禮堂等其他設施的建造工程，開支為400萬，在1980年5月30日正式揭幕。
2010年9月，李惠利分校與新成立的香港知專設計學院一併遷往調景嶺，以改善學習環境。舊校牌匾移植於飯堂前，而兩所校舍的建築模型則放於圖書館，疑作記念。
2007年6月22日立法會財務委員會通過撥款10億630萬港元以供興建新校舍。新校舍在2007年8月動工，2010年9月啟用；然而遷入新校舍的學科數目有所變動。

## 學科及課程
- 商業
  - 市場學高級文憑
  - 商業及設計管理高級文憑
  - 活動及推廣市場學高級文憑
  - 銷售及市場學高級文憑
- 工程
  - 機械工程高級文憑
  - 檢測和認證高級文憑
  - 時計科技高級文憑
  - 眼鏡配鏡學高級文憑
  - 珠寶設計及科技高級文憑
- 資訊科技
  - 多媒體創作高級文憑
  - 數碼娛樂高級文憑
  - 電腦系統管理高級文憑
  - 商業資訊科技高級文憑
  - 視聽娛樂科藝高級文憑
  - 多媒體及娛樂科藝高級文憑
  - 軟件工程高級文憑
  - 雲端系統及數據中心管理高級文憑

學科/課程更動
- 汽車工程系（AE）[10]
- 工商管理系（BA）部份課程[11]
- 幼兒教育及社會服務系（CECS）[12]
- 電子計算及資訊管理系（CIM）[13]

## 歷任院長
- 謝頌堅（1999年9月－2002年1月）
- 郭樹禮（2002年1月－2005年8月）
- 郭啟興（2005年9月－2007年1月）
- 朱桂鑾（2007年2月－2007年11月）
- 郭啟興（2007年12月－2009年8月）
- 鄧勝森（2009年9月－2010年8月）
- 潘李秀麗（2010年9月－2012年8月31日）

自2012年9月起，香港專業教育學院（李惠利）院長由香港知專設計學院院長兼任。
- 盧林（2012年9月1日－2017年9月3日）
- 王麗蓮（2017年9月4日－2025年7月4日）
- 林綺妮（2025年7月5日－）

## 校舍

### 九龍塘舊校舍

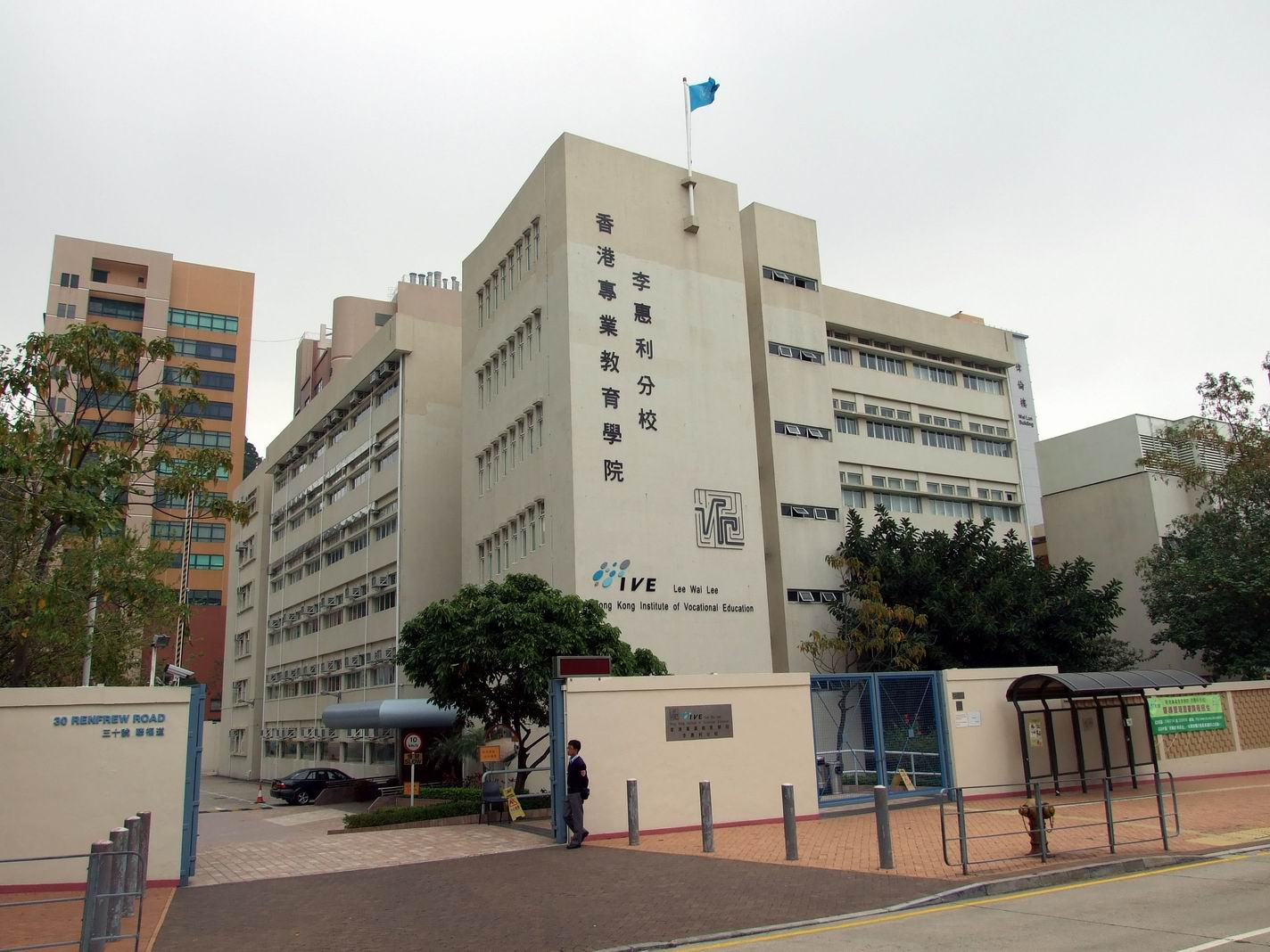
香港專業教育學院（李惠利）位於九龍塘的舊校舍

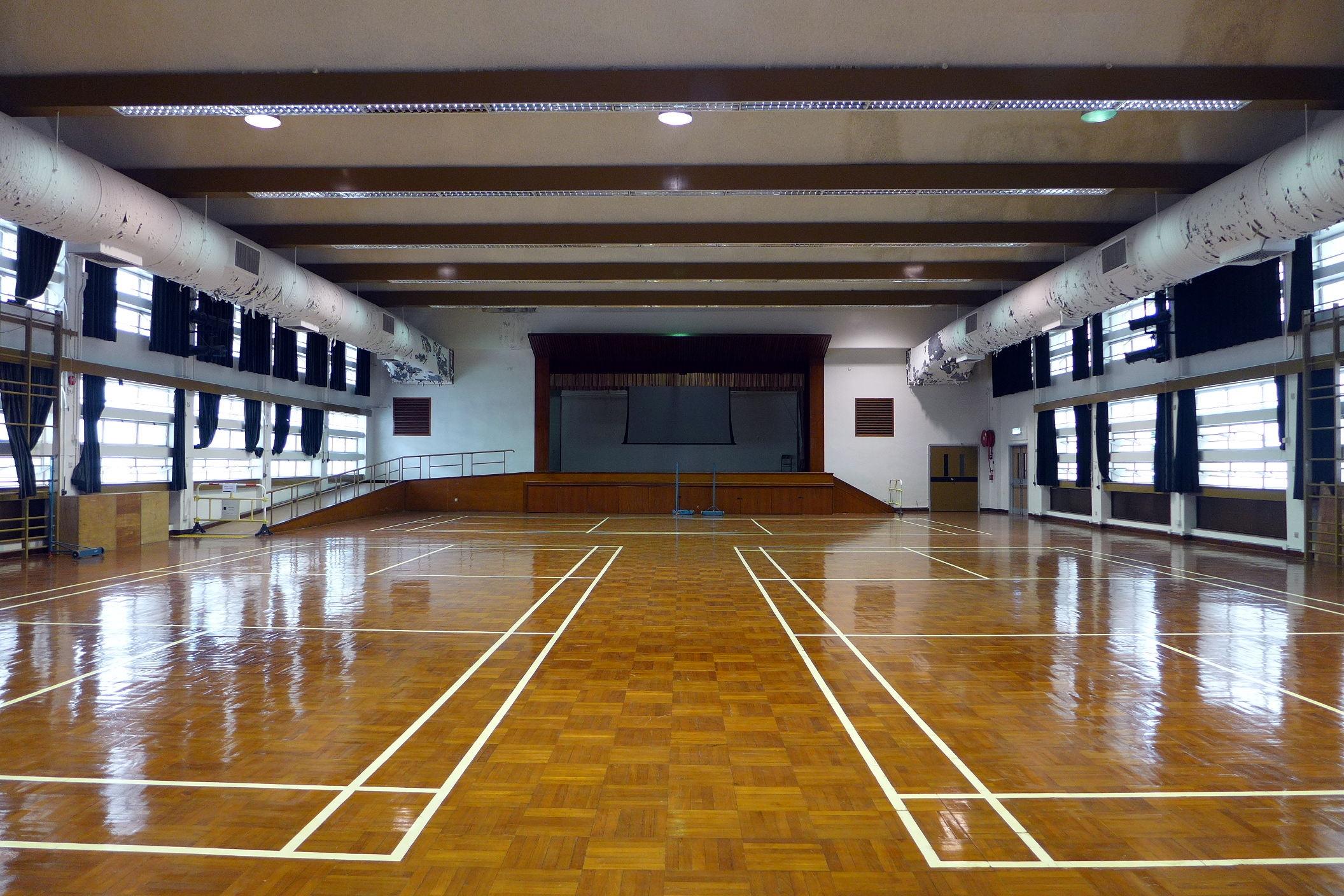
校舍禮堂

李惠利分校遷往調景嶺後，坊間普遍估計騰出的舊址可供予毗鄰的香港浸會大學發展，惟根據香港傳媒2009年報道，浸會大學早前申請於該地皮興建大學校舍及宿舍的計劃被香港政府拒絕。
在遷校後，本校舍曾用作香港理工大學及浸會大學的臨時延伸校舍，以暫時遷置兩校因「334新學制」而進行教學大樓重建工程的受影響學系，直至2012年上述工程完成後再次回遷。
2012年12月，香港政府正式提出計劃將部份用地作為住宅更改興建用途。浸大校長陳新滋當日隨即發表聲明，表示閱報得悉事件「感到非常震驚，亦極度失望……我們不會放棄爭取前李惠利學院地段整幅土地作為大學永久用途的決心，並會繼續與政府商討，希望政府重新考慮浸大的迫切需要和對這用地的合理要求」。翌日傳媒作出跟進報道，指城規會審議時，有委員提出應再徵詢教育局，決定延期審議。
2014年3月10日，城規會通過將九龍塘前李惠利校舍南面地皮，還原作「政府、機構及社區」用地的用途。
2014年10月31日，教育局向浸大表示，政府撤回改劃決定，將南面用地當中約1.18萬平方呎土地增撥予浸大，以增加興建1600個資助宿位和約5.4萬平方呎的教學設施，以整幅李惠利前校舍地皮（16.3萬平方呎）計算，浸大總共獲撥49％即約8萬平方呎土地，餘下南部約0.77公頃（8.3萬平方呎）將用作特殊教育用途（智障人士學校），浸大對安排表示十分歡迎。
2015年1月至2017年12月期間，職業訓練局再次使用本大樓，作香港高等教育科技學院的臨時校址之一，直至柴灣永久校舍在2018年1月啟用後已遷出，將會空置直至拆卸重建工程開展為止。
政府已於2019年5月，為舊校舍南部擬建兩所相連式智障人士學校的設計工作招標，並由巴馬丹拿中標，至同年9月13日公佈兩所校舍均分配予東華三院，以開辦包玉星學校。由於永久校舍需時興建，包玉星學校將於2021年在旺角前啟愛學校校舍率先開辦，至校舍完工時才遷入。

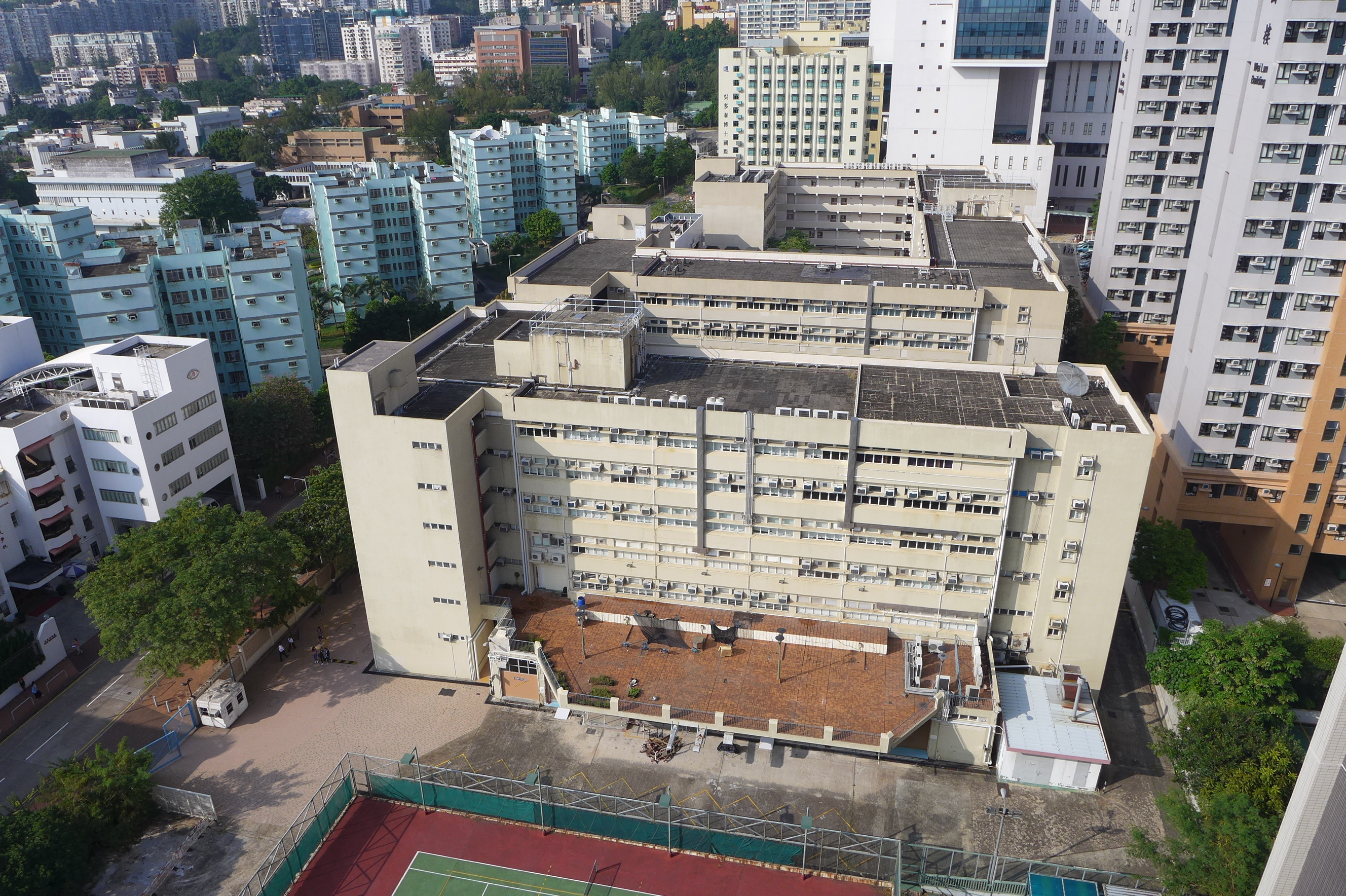
校舍全貌
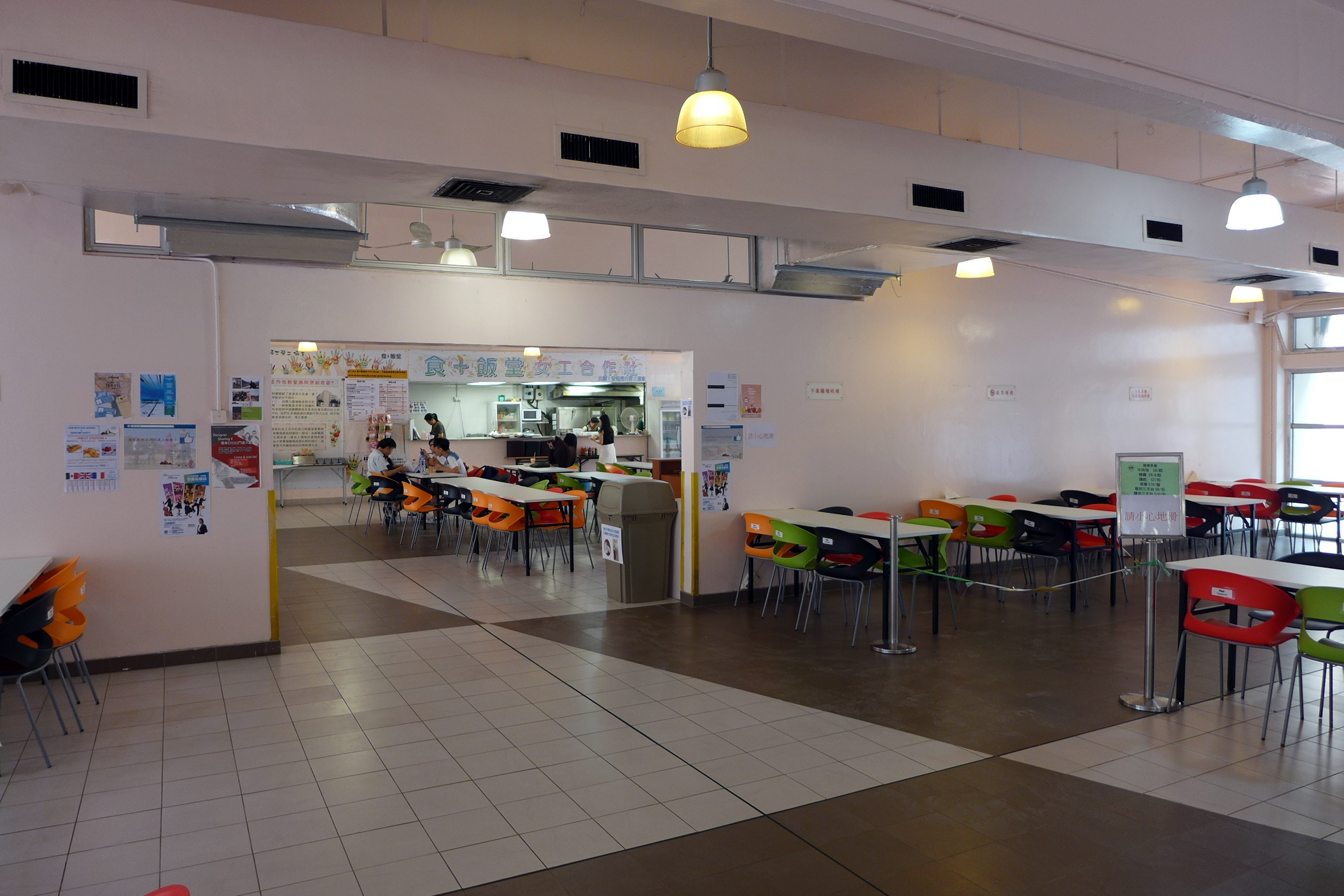
飯堂
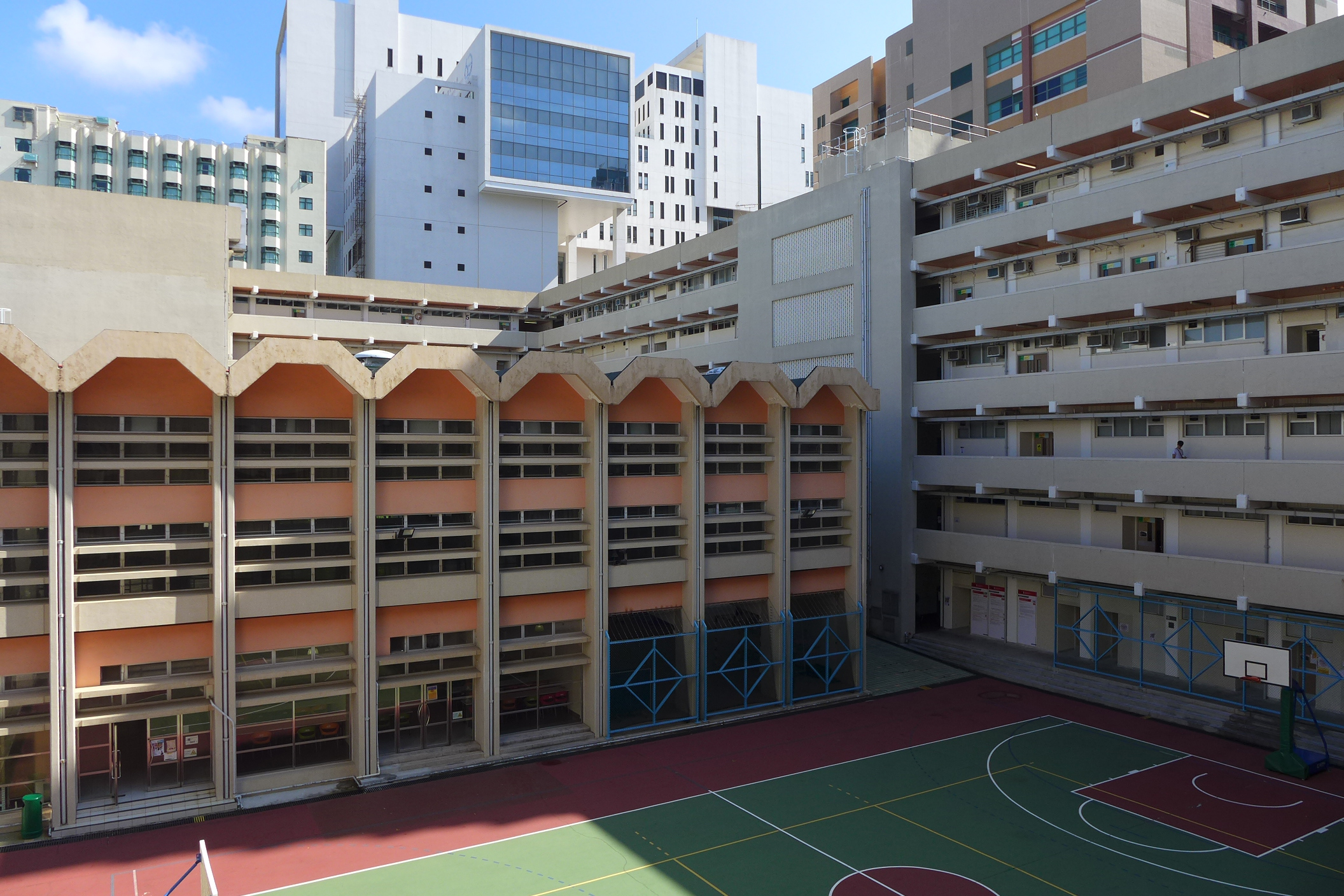
校舍內貌

### 調景嶺新校舍

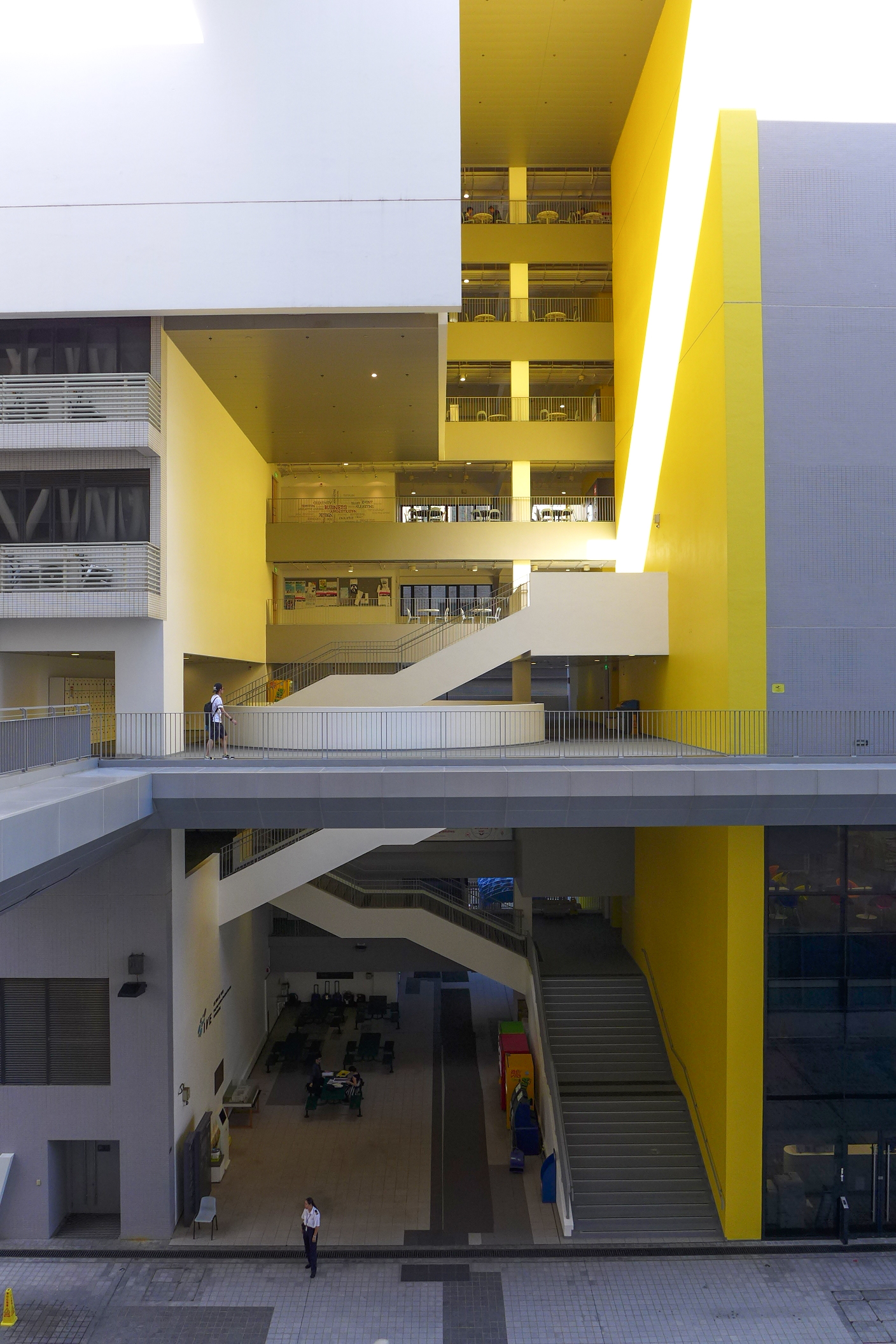
調景嶺新校舍樓梯

座落在曾擬建居屋的將軍澳第74區南，屬調景嶺填海工程得來的土地，該工程約於1998年完成。由香港房屋委員會負責該地段的平整泥土工程，其後為該區的居屋計劃開始進一步研究。基於政府停建居屋的決定，該興建計劃被腰斬。土地隨之繼續空置，至2007年興建學院為止。
整座建築物連同以天橋連接的香港知專設計學院校舍，由五洋建設－華潤營造聯營承建，於2007年8月動工，2010年4月落成。
2005年，政府有意發展第74區南，把空置良久的土地交給職業訓練局興建分校。同時改變土地用途。其後職訓局接受政府撥地，並於2006年4月初獲西貢區議會以大比數支持建校計劃。而於2006年5月1日，職訓局宣佈計劃於該地建校計劃。2007年6月22日香港立法會財務委員會通過撥款10.063億港元以供興建分校及香港知專設計學院新校舍。
由於2010年開學初期，新校舍部份設施或課室裝修仍然進行中，故李惠利分校及香港知專設計學院學生的上課時間曾較正常的少，在裝修完畢後已回復正常。由於兩間院校坐落在同一地方，為節省資源及加快行政效率，兩間院校共用學生事務處、飯堂、圖書館、學生會、學會等設施，所以李惠利分校及HKDI、Thei和青年學院形同一院校。另外，校園地圖除顯示HKDI校舍的Block A - D外 ，亦會顯示Block LW（李惠利大樓），內部分校簡稱亦為DILWL。由此可見，兩間院校硬件上有密切的關係。
分校飯堂曾於2017年短暫關閉。期間，學生若要進饍，就必須光顧同區其他食店。而大部分師生會選擇鄰近的彩明商場解決溫飽。當午飯時段來臨，商場餐廳門口就會擠滿了等待食物的人群，使通道水泄不通，為附近居民添加不便。

## 著名校友
- 劉雲傑：香港漫畫家，作品有百分百感覺（Feel 100%）、《段段情濃》、《禁ROCK》等
- 劉家寶：福特汽車首席設計師
- 龍慧祺：香港著名室內設計師
- 張遠深：日本政治評論家、香港作家網創辦人[28][29]、前城市智庫時事評論員小組召集人、前港台青年創意聯會常務理事、前就是敢言副秘書長[30]、前通訊事務管理局辦公室電視及電台廣播諮詢小組組員，曾於不同報章撰稿如：《香港O1》[31]、《商報》[32]等等，現定期於《信報》[33]撰寫日本社會文化相關的評論。

## 外部連結
- IVE（李惠利）網頁 （页面存档备份，存于）
- IVE（李惠利）資訊科技系網站 （页面存档备份，存于）
- DILWL 學習資源中心 （页面存档备份，存于）